# Peggy Fleming
Peggy Gale Fleming (* 27. Juli 1948 in San José, Kalifornien) ist eine ehemalige US-amerikanische Eiskunstläuferin, die im Einzellauf startete. Sie ist die Olympiasiegerin von 1968 und die Weltmeisterin von 1966 bis 1968.

## Leben und Karriere
Peggy Fleming wurde im kalifornischen San José als Tochter von Doris Elizabeth Deal und dem Zeitungsjournalisten Eugene Fleming geboren. Sie begann mit dem Eiskunstlaufen im Alter von neun Jahren. Zunächst trainierte sie bei William Kipp. Als dieser 1961 beim Flugzeugabsturz der US-Mannschaft auf dem Weg zur Weltmeisterschaft in Prag ums Leben kam, wurde Carlo Fassi ihr neuer Trainer. Fleming galt als außerordentlich elegante Läuferin und war direkte Konkurrentin von Gabriele Seyfert.

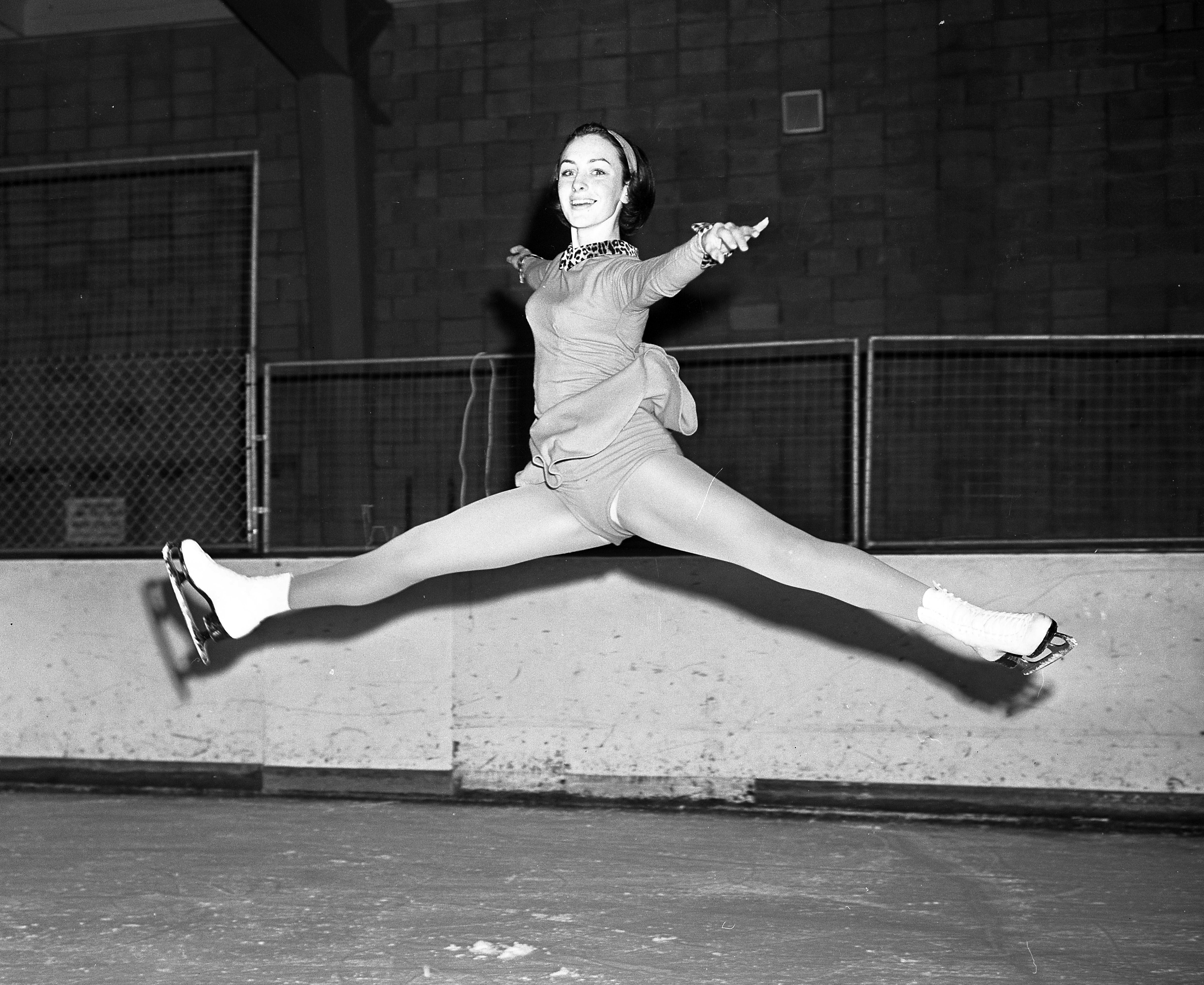
Peggy Fleming (1965)

Von 1964 bis 1968 wurde Fleming US-amerikanische Meisterin im Eiskunstlauf der Damen. Im gleichen Zeitraum nahm sie an Weltmeisterschaften teil. Ihre erste Medaille dort errang sie bereits bei ihrer zweiten Teilnahme, 1965 in Colorado Springs. Sie gewann Bronze hinter der Kanadierin Petra Burka und der Österreicherin Regine Heitzer. Ein Jahr später folgte in Davos ihr erster Weltmeisterschaftstitel. Sie gewann mit einstimmigem Punktrichterurteil vor ihrer Hauptkonkurrentin Gaby Seyfert aus der DDR. Bei der Weltmeisterschaft 1967 in Wien verteidigte sie ihren Titel erneut einstimmig vor Seyfert. Dies gelang Fleming abermals 1968 in Genf. Dort gewann sie bei ihrer letzten Weltmeisterschaft ihr drittes Gold in Folge. Bei den Olympischen Spielen in Grenoble, ihren zweiten nach 1964 in Innsbruck, wo sie Sechste geworden war, wurde sie wie erwartet Olympiasiegerin vor Seyfert.
Peggy Fleming wurde sehr berühmt, weil die Olympischen Winterspiele 1968 im Fernsehen der USA erstmals in Farbe übertragen wurden, sie die einzige Goldmedaille für die USA bei diesen Spielen gewann und sie auch die erste international erfolgreiche US-amerikanische Eiskunstläuferin seit dem Flugzeugabsturz von 1961 war. Sie wurde 1968 mit der Sportler-des-Jahres-Auszeichnung von Associated Press geehrt.

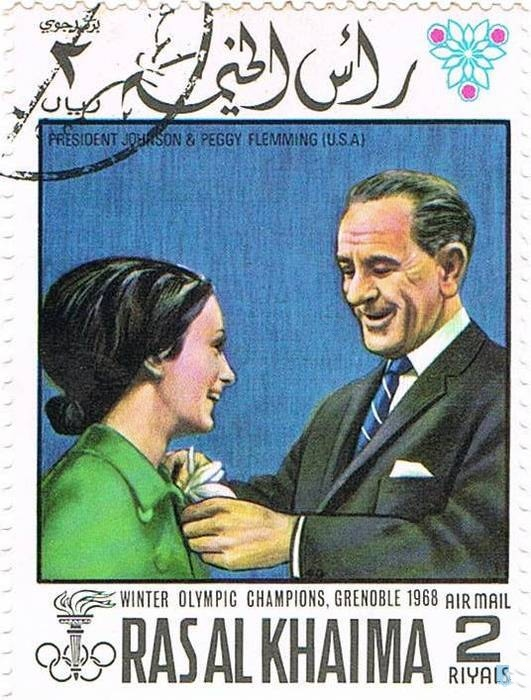
Peggy Fleming und Lyndon B. Johnson auf einer Briefmarke der VAE (1968)

Nach ihrem Olympiasieg wechselte sie zu den Profis und ging zur Revue Ice Capades. Außerdem hatte sie Gastauftritte bei der Revue Ice Follies, wo der viel bewunderte Höhepunkt ihr Sololauf bei blauem Licht zu Ave Maria war. 1976 wurde sie in die Eiskunstlauf Hall of Fame aufgenommen.
Fleming hat drei Geschwister. Sie heiratete 1970 den Dermatologen Greg Jenkins, der in früheren Jahren Eistänzer gewesen war. Das Ehepaar hat zwei Söhne (geb. 1977 und 1988). 1998 wurde bei Fleming Brustkrebs diagnostiziert, der erfolgreich behandelt werden konnte. 1999 wurde sie Großmutter. Inzwischen hat sie drei Enkelkinder.
Fleming ist seit über 20 Jahren Fernsehkommentatorin bei der American Broadcasting Company (ABC). Sie ist außerdem Sprecherin der Nationalen Osteoporosestiftung in den USA und engagiert sich als Aktivistin zur Brustkrebsbekämpfung und Vorsorge. Fleming und ihr Ehemann besitzen ein Weinanbaugebiet in Kalifornien.

## Ergebnisse
| Wettbewerb / Jahr                | 1964 | 1965 | 1966 | 1967 | 1968 |
| -------------------------------- | ---- | ---- | ---- | ---- | ---- |
| Olympische Winterspiele          | 6.   |      |      |      | 1.   |
| Weltmeisterschaften              | 7.   | 3.   | 1.   | 1.   | 1.   |
| US-amerikanische Meisterschaften | 1.   | 1.   | 1.   | 1.   | 1.   |

## Werke
- Peggy Fleming, Peter Kaminsky: The Long Program: Skating Toward Life's Victories. Pocket Books, New York 1999, ISBN 0-671-03886-9.